# 红旗街道 (双鸭山市)
红旗街道，是中华人民共和国黑龙江省双鸭山市宝山区下辖的一个乡镇级行政单位。

## 行政区划
红旗街道下辖以下地区：
红永社区、红远社区和红升社区。